# Paratrechina koningsbergeri
Paratrechina koningsbergeri är en myrart som beskrevs av Vladimir Aphanasjevich Karavaiev 1933. Paratrechina koningsbergeri ingår i släktet Paratrechina och familjen myror. Inga underarter finns listade i Catalogue of Life.